# Kasyno w Konstancy
Kasyno w Konstancy (rum. Cazinoul din Constanța) – publiczne kasyno znajdujące się w Konstancy. Zostało zbudowane w roku 1909, a w 1910 nastąpiło jego otwarcie.

## Historia
Było jednym z charakterystycznych budynków w Konstancy. Przed jego wzniesieniem w latach 1880–1902 znajdowała się w tym miejscu drewniana budowla – Cazin, która służyła przede wszystkim jako miejsce wypoczynku dla turystów. Początkowo budynek był inspirowany tradycjami sztuki rumuńskiej, a architektem był Petre Antonescu. Po wykonaniu prac początkowych, plany zostały zmienione, a pracę nad projektem przejął architekt pochodzenia francuskiego lub szwajcarskiego Daniel Renard, zastępując tradycyjny rumuński styl, stylem secesyjnym. Budynek został ukończony w roku 1909, a w 1910 został publicznie otwarty. W środku budynku oprócz kasyna działała też restauracja.

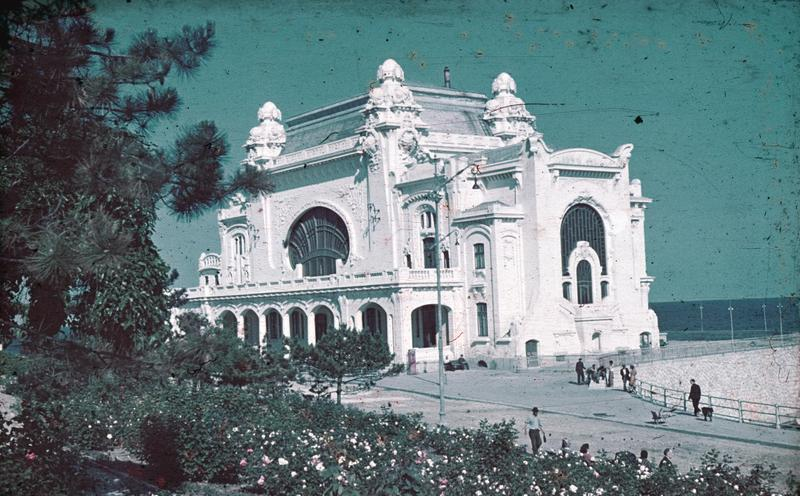
Kasyno w roku 1941

Budynek był modernizowany i odrestaurowywany w 1937 oraz w roku 1986.

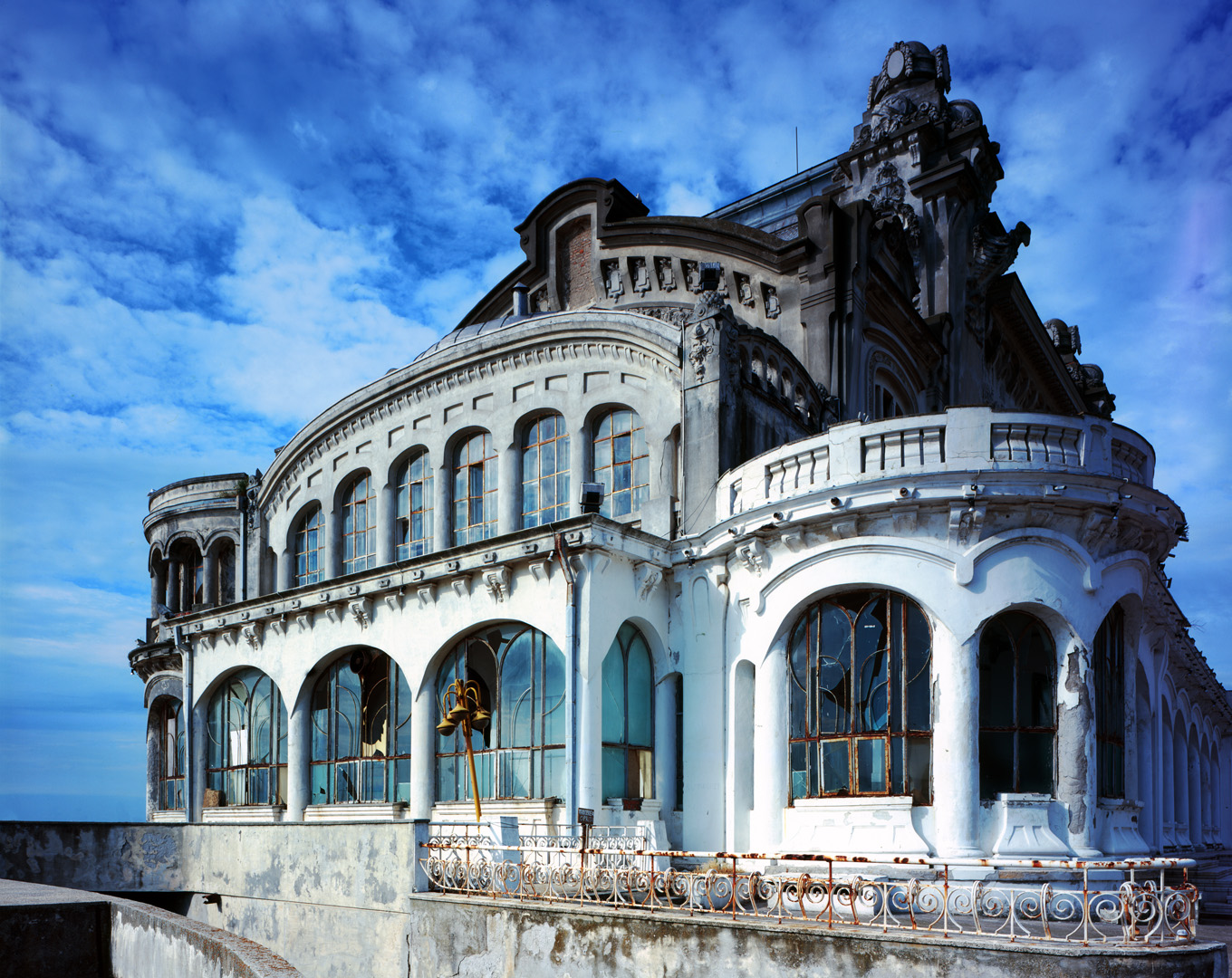
Zdjęcie kasyna z roku 2011, ukazujące jego obecny stan

## Współczesność
Budynek służy dzisiaj tylko jako miejsce turystyczne, nie jest w użytku czynnym, a z bliska widać uszkodzenia budynku, takie jak powybijane okna oraz zardzewiałe poręcze.
Aktualnie (2023) budynek jest poddawany renowacji i jest ogrodzony metalowym płotem.